# Hebs
Hebs è un singolo del rapper italiano Baby Gang, pubblicato il 19 gennaio 2024.

## Descrizione
Nel singolo, che prende il titolo dalla parola hebs (in arabo حبس‎?, ḥəbs lett. "prigione"), l'artista ricorda i giorni più duri della sua infanzia dovuti alle ristrettezze economiche della sua famiglia. Cresciuto in un contesto difficile, Baby Gang affronta il tema delle prigioni: da una parte, quelle fisiche e reali, nelle quali si è trovato rinchiuso per i crimini commessi in strada e dove da tempo i suoi brani sono conosciuti tra i detenuti, per i quali è diventato un simbolo di riscatto; dall'altra, quelle metaforiche di una società che giudica le persone in base alla loro provenienza geografica e alle loro possibilità economiche, e che, per ipocrisia o per invidia, non offre a tutti le medesime possibilità.

## Video musicale
Il videoclip ufficiale è stato reso disponibile in concomitanza con il lancio del singolo attraverso il canale YouTube del rapper.

## Tracce
1. Hebs – 2:51

## Classifiche
| Classifica (2024) | Posizione massima |
| ----------------- | ----------------- |
| Italia            | 77                |